# Vaktelbärssläktet
Vaktelbärssläktet (Gaultheria) är ett växtsläkte i familjen ljungväxter, med cirka 120 arter med utbredning i östra och södra Asien, sydöstra Australien, Nya Zeeland, Nord- och Sydamerika. Några arter odlas som trädgårdsväxter i Sverige.
Bildar städsegröna buskar, upprätta, krypande eller utbredda. Bladen är sprialställa, skaftade, bladkanterna är vanligen sågtandade, sällan helbräddade. Blommorna är 4-5-taliga och sitter i klasar, mer sällan ensamma. Dessa är toppställda eller kommer fram i bladvecken. Fodret är djupt kluvet och blir köttigt när frukten är mogen. Kronan är vanligen vit, urnlik, klocklik eller rörformad, grunt flikig. Ståndarna är inneslutna i kronan. Fruktämnet är undersittande. Frukten är ett bär med små, ej vingade frön.